# 罗阿纳
罗阿纳（義大利語：Roana），是意大利威尼托大区维琴察省的一个市镇。总面积78平方公里，人口4248人，人口密度54.5人/平方公里（2009年）。国家统计（ISTAT）代码为024085。

## 友好城市
- 義大利 波亚纳马焦雷
- 德国 费尔登（英语：Velden (Vils)）